# Agrohordeum macounii
Agrohordeum es un género monotípico de plantas herbáceas perteneciente a la familia de las poáceas. Es un híbrido producido por los géneros Agropyron × Hordeum. Su única especie Agrohordeum macounii es originaria de Norteamérica.

## Taxonomía
× Agrohordeum macounii fue descrita por (Vasey) Lepage y publicado en Le Naturaliste Canadien 79: 242. 1952.
Sinonimia
- × Elyhordeum macounii (Vasey) Barkworth & D.R.Dewey
- Elymus macounii Vasey
- × Elytesion macounii (Vasey) Barkworth & D.R.Dewey
- Terrellia macounii (Vasey) Lunell[4]